# Сойер, Пэм
Памела Джоан Сойер (англ. Pamela Joan Sawyer; род. 1936, Ромфорд) — британская и американская поэтесса-песенник. Известна по своей работе с лейблом Motown. Самые популярные, написанные ею песни: «If I Were Your Woman» для Глэдис Найт, «I Thought It Took a Little Time (But Today I Fell in Love)», «Love Child», «Love Hangover» и «My Mistake (Was to Love You)» для Дайаны Росс. Двукратная номинантка премии «Грэмми».